# Jake McGee
Jacob Daniel McGee (né le 6 août 1986 à San Jose, Californie, États-Unis) est un lanceur de relève gaucher jouant dans la Ligue majeure de baseball. 

## Carrière

### Rays de Tampa Bay
Jake McGee est repêché au 5e tour de sélection par les Devil Rays de Tampa Bay en 2004.
Lanceur partant durant la majorité de ses années en ligues mineures, il est converti en releveur durant son séjour en 2010 avec les Bulls de Durham, club-école de niveau Triple-A des Rays dans la Ligue internationale.

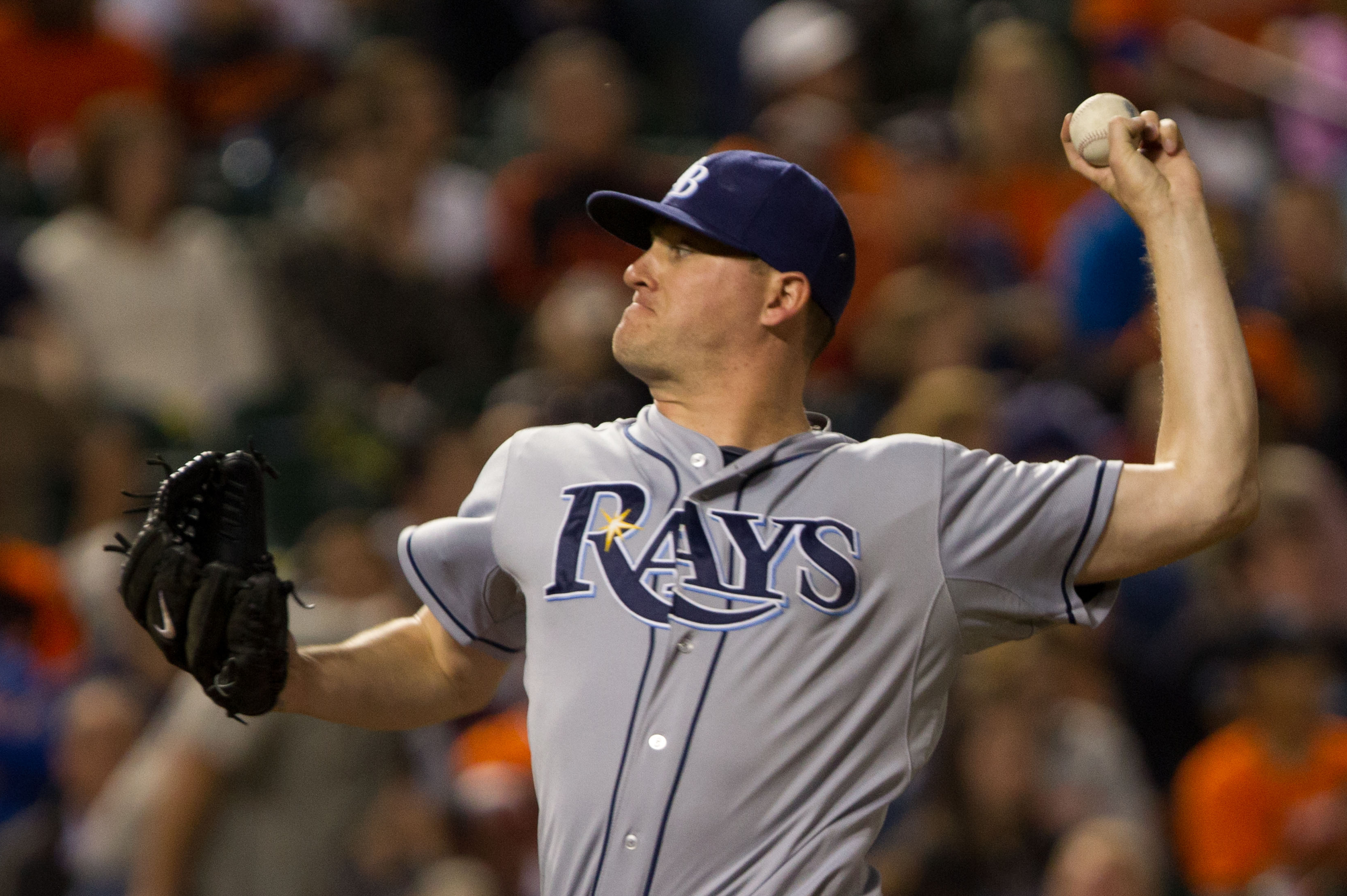
Jake McGee en 2012 avec les Rays de Tampa Bay.

Durant l'été 2008, McGee subit une opération de type Tommy John pour réparer des ligaments au coude.
Le gaucher fait ses débuts dans les majeures le 14 septembre 2010 avec Tampa Bay, lançant en relève dans un match contre les Yankees de New York.
Il amorce la saison 2011 avec les Rays avant d'être rétrogradé en ligues mineures. Il revient avec le grand club en juillet et y termine l'année. Le 10 août, il remporte face aux Royals de Kansas City sa première victoire dans les majeures. Il termine la saison avec cinq gains, deux défaites, et une moyenne de points mérités de 4,50. Il totalise 28 manches lancées en 37 sorties en relève. McGee fait ses débuts en éliminatoires par une brève sortie d'un tiers de manche face aux Rangers du Texas en Série de divisions 2011 de la Ligue américaine.
Sa moyenne de 1,95 point mérité accordé par partie en 2012 est la seconde meilleure chez les Rays après la moyenne de record de 0,60 établie par Fernando Rodney. Il lance cette année-là 55 manches et un tiers en 69 matchs joués et réussit 73 retraits sur des prises pour une moyenne de 11,9 par 9 manches lancées.
Il connaît une mauvaise saison 2013 avec une moyenne de points mérités chiffrée à 4,02 en 62 manches et deux tiers lancées en 71 matchs, mais renoue avec ses belles performances en 2014, alors que sa moyenne de points mérités ne s'élève qu'à 1,89 en 71 manches et un tiers lancées, la meilleure des lanceurs du club durant cette campagne. En 73 matchs, McGee remporte 5 victoires contre deux défaites, enregistre un nouveau sommet personnel de 90 retraits sur des prises et, employé comme stoppeur en remplacement du décevant Grant Balfour, réalise 19 sauvetages.
En décembre 2014, McGee subit une arthroscopie du coude gauche et son retour est prévu pour les premières semaines de la saison 2015. Il est de retour sur le monticule des Rays le 17 mai 2015 pour une dernière saison à Tampa. Il apparaît dans 39 parties en 2015 et maintient une moyenne de points mérités de 2,41 en 37 manches et un tiers lancées, avec 48 retraits sur des prises et 6 sauvetages.
En 297 matchs sur 6 saisons avec les Rays de Tampa Bay, Jake McGee maintient une moyenne de points mérités de 2,77 avec 319 retraits sur des prises en 259 manches et deux tiers lancées, soit un ratio de 11,1 retraits au bâton par 9 manches. Il compile 21 victoires contre 11 défaites et 26 sauvetages.

### Rockies du Colorado
Le 28 janvier 2016, les Rays échangent Jake McGee et le lanceur droitier des ligues mineures German Marquez aux Rockies du Colorado contre le voltigeur Corey Dickerson et le joueur de troisième but des mineures Kevin Padlo.

## Statistiques
| Saison | Équipe    | G   | GS | CG | SHO | V  | D  | SV | IP    | SO  | ERA  |
| ------ | --------- | --- | -- | -- | --- | -- | -- | -- | ----- | --- | ---- |
| 2010   | Tampa Bay | 8   | 0  | 0  | 0   | 0  | 0  | 0  | 5.0   | 6   | 1,80 |
| 2011   | Tampa Bay | 37  | 0  | 0  | 0   | 5  | 2  | 0  | 28.0  | 27  | 4,50 |
| 2012   | Tampa Bay | 69  | 0  | 0  | 0   | 5  | 2  | 0  | 55.1  | 73  | 1,95 |
| 2013   | Tampa Bay | 71  | 0  | 0  | 0   | 5  | 3  | 1  | 62.2  | 75  | 4,02 |
| 2014   | Tampa Bay | 73  | 0  | 0  | 0   | 5  | 2  | 19 | 71.1  | 90  | 1,89 |
| 2015   | Tampa Bay | 39  | 0  | 0  | 0   | 1  | 2  | 6  | 37.1  | 48  | 2,41 |
| 2016   | Colorado  | 57  | 0  | 0  | 0   | 2  | 3  | 15 | 45.2  | 38  | 4,73 |
| 2017   | Colorado  | 62  | 0  | 0  | 0   | 0  | 2  | 3  | 57.1  | 58  | 3,61 |
| 2018   | Colorado  | 61  | 0  | 0  | 0   | 2  | 4  | 1  | 51.1  | 47  | 6,49 |
| Totaux | Totaux    | 477 | 0  | 0  | 0   | 25 | 20 | 45 | 414.0 | 462 | 3,57 |

Note : G = Matches joués ; GS = Matches comme lanceur partant ; CG = Matches complets ; SHO = Blanchissages ; 
V = Victoires ; D = Défaites ; SV = Sauvetages ; IP = Manches lancées ; SO = Retraits sur des prises ; ERA = Moyenne de points mérités.